# The King's Consort
The King's Consort es un conjunto vocal e instrumental británico especializado en la interpretación de música del Barroco. Fue fundado en los años 80 por Robert King.

## Discografía
The King's Consort empezaron grabando sus tres primeros álbumes para la discográfica Meridian Records. A partir de entonces, y exceptuando un álbum lanzado por Erato Records y otro por Pickwick, han grabado el resto de sus discos para Hyperion Records. Algunos discos de Hyperion han sido reeditados posteriormente por Helios, que es la marca subsidiaria con la que Hyperion publica sus discos a un precio reducido.
La siguiente discografía se ordena por el año de publicación de los discos:
Álbumes originales:
- 1986 – Eternal Source of Light. James Bowman (contratenor). Meridian CDE 84126. Reeditado en 1997 como Buxtehude: Jubilate Domino; Jesu, Meine Freud und Lust (Meridian CDE 84126) y vuelto a reeditar otra vez en 2002 con su nombre original (Meridian CDE 84480)
- 1986 – Vivaldi: Laudate pueri, Nisi Dominus. Lynne Dawson (soprano) y Christopher Robson (contratenor). Meridian CDE 84129, Meridian CDE 84497 (2003)
- 1987 – Vivaldi: Salve Regina, Telemann: Easter Cantata, Bach: Cantata BWV 54, Pergolesi: Salve Regina. James Bowman. Meridian CDE 84138, Meridian CDE 84479 (2002)
- 1988 – Bach / Telemann: Oboe & Oboe d'amore Concertos. Paul Goodwin (oboe). Hyperion CDA66267, Helios CDH55269 (2007)
- 1988 – Blow / Purcell: Countertenor duets. James Bowman y Michael Chance (contratenores). Hyperion CDA66253
- 1988 – Pergolesi: Stabat Mater, Salve Regina, In coelestibus regnis. Gillian Fischer y Michael Chance. Hyperion CDA66294
- 1988 – Purcell: Odes 1. Royal and Ceremonial Odes. Hyperion CDA66314
- 1989 – Bach: Violin Concertos. Hyperion CDA66380, Helios CDH55347 (2009)
- 1989 – Bach: Cantatas n.º 54, 169 & 170. James Bowman. Hyperion CDA66326, Helios CDH55312 (2008)
- 1989 – Handel: Music for the Royal Fireworks, Four Coronation Anthems. Hyperion CDA66350
- 1989 – Handel: Music for Royal Occasions. The Choir of New College Oxford. Hyperion CDA66315
- 1989 – Purcell: Odes 2. Hail! bright Cecilia. The Choir of New College Oxford. Hyperion CDA66349
- 1989 – Purcell: Mr Henry Purcell's Most Admirable Composures. James Bowman. Hyperion CDA66288, Helios CDH55303 (2009)
- 1989 – Telemann: Musique de Table. Hyperion CDA66278, Helios CDH55278 (2007)
- 1990 – Delalande: De Profundis, Confitebor tibi Domine, Miserere. The Choir of New College Oxford, Edward Higginbottom. Erato 45014, Erato 3984 20033
- 1990 – Handel: Italian Duets. Gillian Fisher y James Bowman. Hyperion CDA66440, Helios CDH55262 (2006)
- 1990 – Handel: Acis and Galatea. Hyperion CDA66361/2 (2 CD)
- 1990 – Mozart: Epistle Sonatas. Hyperion CDA66377, Helios CDH55314 (2008)[2]
- 1990 – Schütz/Gabrieli: The Christmas Story & Motets. Hyperion CDA66398, Helios CDH55310 (2007)
- 1991 – Purcell: Odes 3 – Fly, bold rebellion. Hyperion CDA66412
- 1991 – Awake, sweet love.[3] Songs and lute solos by John Dowland and his contemporaries. James Bowman (contratenor) y David Miller (laúd). Hyperion CDA66447, Helios CDH55241 (2007)
- 1991 – Albinoni / Vivaldi: Oboe Concertos. Paul Goodwin. Hyperion CDA66383
- 1991 – Handel: Joshua. Hyperion CDA66461/2 (2 CD)
- 1991 – Purcell: Odes 4. Ye tuneful Muses. Hyperion CDA66456
- 1991 – Purcell: Odes 5. Welcome glorious morn. Hyperion CDA66476
- 1991 – Handel: James Bowman sings Handel Heroic Arias. James Bowman. Hyperion CDA66483
- 1991 – Great Baroque Arias. James Bowman. Pickwick PCD894
- 1992 – Purcell: Anthems & Services, Vol. 01. Hyperion CDA66585
- 1992 – Purcell: Anthems & Services, Vol. 02. Hyperion CDA66609
- 1992 – Purcell: Odes 6. Love's goddess sure. Hyperion CDA66494
- 1992 – Purcell: Odes 7. Yorkshire Feast Song. Hyperion CDA66587
- 1992 – Purcell: Odes 8. Come ye sons of Art. The Choir of New College Oxford. Hyperion CDA66598
- 1992 – Handel: Judas Maccabaeus. Hyperion CDA66641/2 (2 CD)
- 1993 – Handel: Ottone. Hyperion CDA66751/3 (3 CD)
- 1993 – Handel: Deborah. The Choir of New College Oxford. Hyperion CDA66841/2 (2 CD)
- 1993 – Purcell: Anthems & Services, Vol. 03. Hyperion CDA66623
- 1993 – Purcell: Anthems & Services, Vol. 04. Hyperion CDA66644
- 1993 – Purcell: Anthems & Services, Vol. 05. Hyperion CDA66656
- 1993 – Purcell: Anthems & Services, Vol. 06. Hyperion CDA66663
- 1994 – Purcell: Anthems & Services, Vol. 07. Hyperion CDA66677
- 1994 – Purcell: Anthems & Services, Vol. 08. Hyperion CDA66686
- 1994 – Purcell: Anthems & Services, Vol. 09. Hyperion CDA66693
- 1994 – Purcell: Anthems & Services, Vol. 10. Hyperion CDA66707
- 1994 – Purcell: Anthems & Services, Vol. 11. Hyperion CDA66716
- 1994 – Purcell: Secular solo songs, Vol. 1. Hyperion CDA66710
- 1994 – Purcell: Secular solo songs, Vol. 2. Hyperion CDA66720
- 1994 – Purcell: Secular solo songs, Vol. 3. Hyperion CDA66730
- 1995 – Handel: The Occasional Oratorio. Hyperion CDA66961/4 (2 CD)
- 1995 – Vivaldi: Sacred Music, Vol. 01. Hyperion CDA66769
- 1995 – Handel: English Arias. James Bowman. Hyperion CDA66797
- 1996 – Bach: Six Trio Sonatas. Hyperion CDA66843.
- 1996 – Vivaldi: Sacred Music, Vol. 02. Hyperion CDA66779
- 1996 – Handel: Joseph and his Brethren. Hyperion CDA67171/3 (3 CD)
- 1996 – Scarlatti / Hasse: Salve Regina. Se completa con tres cantatas de Alessandro Scarlatti. Hyperion CDA66875
- 1997 – Bach: Mass in B minor. Tölzer Knabenchor. Hyperion CDA67201/2 (2 CD), Hyperion CDD22051 (2 CD) (2005)
- 1997 – Vivaldi: Sacred Music, Vol. 03. Hyperion CDA66789
- 1997 – Handel / Telemann: Water Music. Hyperion CDA66967
- 1997 – Handel: Alexander Balus. Hyperion CDA67241/2 (2 CD)
- 1998 – Vivaldi: Sacred Music, Vol. 04. Juditha Triumphans. Hyperion CDA67281/2 (2 CD)
- 1998 – Lo Sposalizio. Hyperion CDA67048 (2 CD).
- 1998 – Kuhnau: Sacred Music. Hyperion CDA67059
- 1998 – Vivaldi: Concerti con molti istromenti. Hyperion CDA67073
- 1999 – Astorga. Hyperion SACDA67108
- 1999 – Vivaldi: Sacred Music, Vol. 05. Hyperion CDA66799
- 1999 – Handel: L'allegro, il penseroso ed il moderato. Hyperion CDA67283/4 (2 CD)
- 2000 – Knüpfer: Sacred Music. Hyperion CDA67160
- 2000 – Vivaldi: Sacred Music, Vol. 06. Hyperion CDA66809
- 2001 – Schelle: Sacred Music. Hyperion CDA67260
- 2001 – Vivaldi: Sacred Music, Vol. 07. Hyperion CDA66819
- 2001 – Classical Trumpet Concertos. Crispian Steele-Perkins (trompeta). Hyperion CDA67266
- 2001 – The Coronation of King George II. Hyperion CDA67286 (2 CD), SACDA67286 (2 SACD)
- 2002 – Handel: The Choice of Hercules. Hyperion CDA67298
- 2002 – Vivaldi: Sacred Music, Vol. 08. Hyperion CDA66829
- 2002 – Vivaldi: La Senna Festeggiante. Hyperion CDA67361/2 (2 CD)
- 2003 – Zelenka: Sacred Music. Hyperion CDA67350
- 2003 – Vivaldi: Sacred Music, Vol. 09. Hyperion CDA66839
- 2003 – Monteverdi: The Sacred Music, vol. 1. Hyperion CDA67428, SACDA67428
- 2004 – Vivaldi: Sacred Music, Vol. 10. Hyperion CDA66849
- 2004 – Monteverdi: The Sacred Music, vol.2. Hyperion CDA67438, SACDA67438
- 2004 – Handel: St Cecilia's Day Ode. Hyperion CDA67463, SACDA67463
- 2004 – Monteverdi: The Sacred Music, vol.3. Hyperion CDA67487, SACDA67487
- 2005 – Haydn: Requiem Pro defuncto archiepiscopo Sigismundo, Missa in honorem Sanctae Ursulae. Hyperion CDA67510 (2 CD)
- 2005 – Monteverdi: The Sacred Music, vol.4. Hyperion CDA67519, SACDA67519
- 2006 – Mozart: Exsultate jubilate!. Carolyn Sampson (soprano). Hyperion CDA67560
- 2006 – Monteverdi: Vespers. Hyperion CDA67531/2 (2 CD), SACDA67531/2 (2 SACD)
- 2006 – Vivaldi: Cello Concertos. Jonathan Cohen (violonchelo). Hyperion CDA67553
- 2006 – Rossini: Petite Messe solennelle. Hyperion CDA67570
- 2007 – Handel: Neun Deutsche Arien. Carolyn Sampson (soprano) y Alexandra Bellamy (oboe). Hyperion CDA67627
- 2008 – Handel: Parnasso in Festa. Hyperion CDA67701/4 (2 CD)

Álbumes recopilatorios
- 1991 – The Music of The King's Consort. Hyperion KING1
- 1994 – Essential Purcell. Hyperion KING2
- 1996 – The James Bowman Collection. Hyperion KING3
- 1997 – Baroque Collection. Hyperion KING4
- 1999 – Essential Bach. Hyperion KING5
- 2005 – Essential Handel. Hyperion KING6
- 2005 – The King's Consort Collection. Hyperion KING7
- 2009 – Handel: Fireworks Music, Water Music. Helios CDH55375

Cajas de discos
- 1992 – Purcell: The Complete Odes & Welcome Songs. Hyperion CDS44031/8 (8 CD). Es una caja con las siguientes grabaciones:
  - 1988 – Purcell: Odes 1. Royal and Ceremonial Odes
  - 1989 – Purcell: Odes 2. Hail! bright Cecilia
  - 1991 – Purcell: Odes 3. Fly, bold rebellion
  - 1991 – Purcell: Odes 4. Ye tuneful Muses
  - 1991 – Purcell: Odes 5. Welcome glorious morn
  - 1992 – Purcell: Odes 6. Love's goddess sure
  - 1992 – Purcell: Odes 7. Yorkshire Feast Song
  - 1992 – Purcell: Odes 8. Come ye sons of Art
- 1994 – Purcell: The complete secular solo songs. Hyperion CDS44161/3 (3 CD). Es una caja con las siguientes grabaciones:
  - 1994 – Purcell: Secular solo songs, Vol. 1
  - 1994 – Purcell: Secular solo songs, Vol. 2
  - 1994 – Purcell: Secular solo songs, Vol. 3
- 2002 – Purcell: The Complete Sacred Music. Hyperion CDS44141/51 (11 CD). Es una caja con las siguientes grabaciones:
  - 1992 – Purcell: Anthems & Services, Vol. 01
  - 1992 – Purcell: Anthems & Services, Vol. 02
  - 1993 – Purcell: Anthems & Services, Vol. 03
  - 1993 – Purcell: Anthems & Services, Vol. 04
  - 1993 – Purcell: Anthems & Services, Vol. 05
  - 1993 – Purcell: Anthems & Services, Vol. 06
  - 1994 – Purcell: Anthems & Services, Vol. 07
  - 1994 – Purcell: Anthems & Services, Vol. 08
  - 1994 – Purcell: Anthems & Services, Vol. 09
  - 1994 – Purcell: Anthems & Services, Vol. 10
  - 1994 – Purcell: Anthems & Services, Vol. 11
- 2005 – Vivaldi: The Complete Sacred Music. Hyperion CDS44171/81 (11 CD). Es una caja con las siguientes grabaciones:
  - 1995 – Vivaldi: Sacred Music, Vol. 01
  - 1996 – Vivaldi: Sacred Music, Vol. 02
  - 1997 – Vivaldi: Sacred Music, Vol. 03
  - 1998 – Vivaldi: Sacred Music, Vol. 04. Juditha Triumphans
  - 1999 – Vivaldi: Sacred Music, Vol. 05
  - 2000 – Vivaldi: Sacred Music, Vol. 06
  - 2001 – Vivaldi: Sacred Music, Vol. 07
  - 2002 – Vivaldi: Sacred Music, Vol. 08
  - 2003 – Vivaldi: Sacred Music, Vol. 09
  - 2004 – Vivaldi: Sacred Music, Vol. 10

Álbumes recopilatorios junto con otros grupos
- 1993 – The Essential Hyperion. Hyperion HYP12
- 1996 – The Art Of James Bowman. James Bowman. Music’s Recreation. Meridian CDE 84332
- 1996 – Pergolesi: La Serva Padrona; Salve Regina. Meridian CDE 84327
- 2000 – The Essential Hyperion 2. Hyperion HYP20 (2 CD)
- 2001 – Christmas through the ages. Hyperion NOEL1